# Didier Courrèges
Didier Courrèges, född den 15 juni 1960 i Évreux i Frankrike, är en fransk ryttare.
Han tog OS-guld i lagtävlingen i fälttävlan vid de olympiska ridsporttävlingarna 2004 i Aten.